# 旺角高空投擲腐蝕性液體傷人案
旺角高空投擲腐蝕性液體傷人案，是發生在香港旺角西洋菜南街一帶的一連串高空投擲腐蝕性液體傷人案件（香港傳媒多以「鏹水彈」稱之）。由2008年12月起至2009年6月，共發生了3宗同類案件，導致合共100人受傷。
事發的旺角行人專用區，已於2018年正式取消。此案兇手至今未捕獲。

## 第一宗

### 經過
第一宗發生在2008年12月13日下午，由於當日為星期六，西洋菜南街行人專區遊人如鯽，有人將兩支用膠瓶盛載的腐蝕性液體由西洋菜南街旁的遠景大廈向行人專區投擲，腐蝕性液體墜地後應聲爆開，內裏的腐蝕性液體濺出，多人被濺中，慘叫聲此起彼落，被濺中的途人紛紛向商店和路人借用蒸餾水沖身。

### 傷者數目
事件引致46人受傷。傷者分送伊利沙伯醫院、廣華醫院和明愛醫院救治。

### 政府反應
事件發生後，警方派人在行人專區開放時間內，在高處視察行人專區的情況。行政長官曾蔭權於案件發生後翌日往現場視察，並向調查的警員打氣，逗留15分鐘後離開。警方懸紅10萬，協助追輯犯案人士。

## 第二宗

### 經過

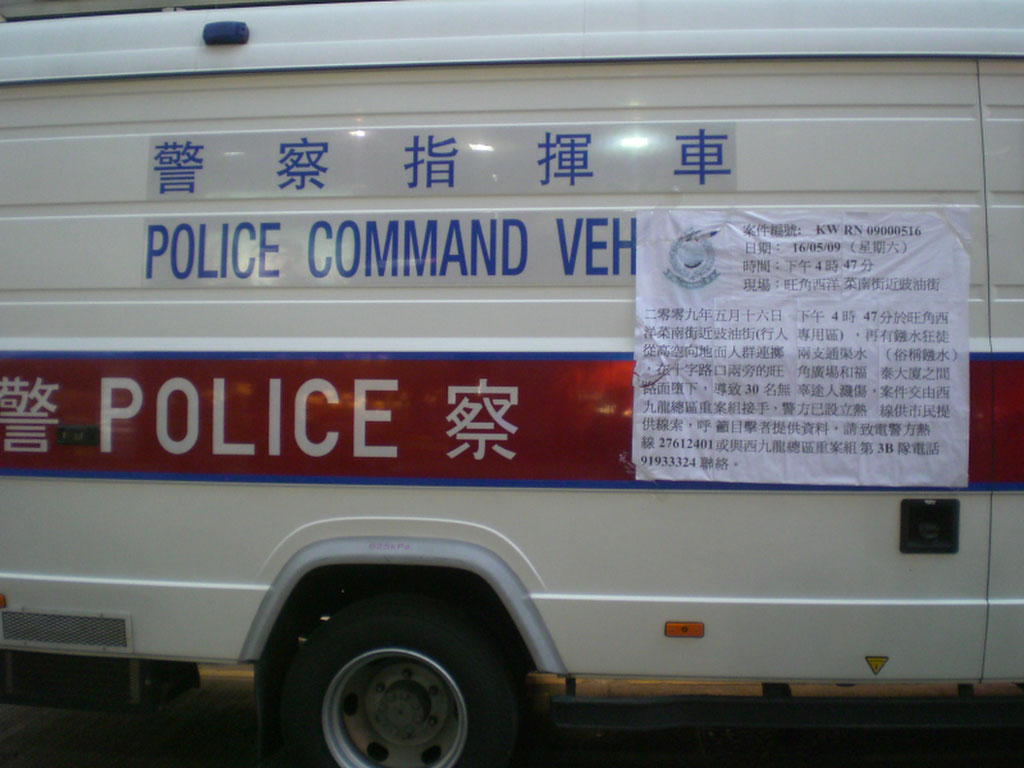
警方在2009年5月的通告

第二宗發生在2009年5月16日，與第一宗同樣發生在星期六的下午，有人由旺角福泰大廈或百寶利商業中心向行人專區投下兩個盛有腐蝕性液體的膠瓶，膠瓶同樣墜地後爆開，濺出的液體傷及多個途人，途人爭相躲避。

### 傷者數目
第二宗案件引致30人受傷，傷者年齡由3歲至48歲，當中有兩人需要留醫。

### 政府反應
警方派出60多人到現場調查，並在閉路電視片段中發現一名可疑人士，會將資料輸入警方的超級電腦協助調查。警方將第一宗懸紅提升至30萬，連同本次懸紅30萬，共懸紅60萬追緝兇徒警方亦在行人專區擺放一輛貼有懸紅告示的警車以收阻嚇作用。
行政長官曾蔭權指此乃嚴重罪行，要求警方盡快破案。
機電工程署承諾在一個月內安裝好能夠監視整個行人專區的天眼閉路電視系統。

## 第三宗

### 經過
第三宗發生在2009年6月8日晚上，有人由旺角奶路臣街近西洋菜南街的街口向街上投擲盛有腐蝕性液體的膠瓶，膠瓶破裂濺出腐蝕性液體，濺傷多人。

### 傷者數目
第三宗案件引致24人受傷，首次有外地遊客受傷，分別送往廣華醫院和伊利沙伯醫院救治，當中包括12男和12女。

### 政府和相關機構反應
警方指天眼在案發前數小時已經啟動，有可能拍攝得兇徒樣貌。但有議員指未經公佈而開啟天眼，做法值得商榷。警方亦把三宗案件的懸紅提升至90萬。
行政長官曾蔭權指疑犯為社會敗類。
警務處處長鄧竟成指警方絕不放過任何線索。
警方本來打算在2009年6月12日在案發現場進行案件重組，由於天氣不穩定，故移師往黃竹坑香港警察學院進行，經過多次測試後，認為疑犯在6樓至7樓的高度擲下膠瓶，另外，「天眼」並沒有拍攝到疑犯犯案的過程，警方估計疑犯是在天眼的盲點犯案。故鎖定犯案地點為西洋菜南街58號及60號兩幢相連的大廈。
事件中有五名菲律賓遊客受傷，香港入境團旅行社協會為他們提供$1000美元的援助，而香港迪士尼樂園亦為他們提供免費入場票、一晚酒店住宿及餐券，以作為補償，希望他們會再次來香港旅遊。

## 兇器
三次被當作「鏹水彈」的都是含高濃度硫酸的「飛魚牌通渠水」（一種水管疏通劑），每月銷貨額近萬支，難以追查可疑的購買者。

## 緝兇
警方於案件發生後，對事件動機並無頭緒，並承認由於目擊證人不多，而行兇者及受害人無直接關係，調查有難度。
一名在第三宗案件發生樓宇地下書店工作的職員指，第三宗案件發生後，他和同事守在樓宇的出入口，觀察有否可疑人士，其後發現一名可疑男子由樓宇走出，職員曾試圖跟蹤，最後失去其蹤影。
有報章發現，三宗案件都發生在警方於油尖旺一帶大規模的掃蕩色情活動後，認為是黑社會對警方掃黃行動後的報復行為。但有犯罪學家反駁，警方經常在該區掃蕩色情活動，難以證實兩者的關係，犯罪學家亦認為黑社會不會如此愚蠢，因為這樣做只會惹怒警方並帶來反效果。
有犯罪學家指，犯案者可能是旺角區居民，難以忍受區內嘈雜及擠逼的環境，情緒嚴重受困擾，以投擲腐蝕性液體報復，屬憎恨性犯罪，以愚弄他人為樂。
一名網民於高登討論區以「(認真)如果我話,旺角單野係我做既,有冇人信?」（認真，如果我說，旺角件事是我做的，有沒有人信？）作標題開文，暗指自己是傷人案的主謀，引起其他網民不安，雖然該網民後來回覆指「單野」（那件事）並非傷人案，但由於有其他網民向警方報案，故該網民到警署自首。警方認為其言詞未構成罪行，未有落案。